# شوناراک
شوناراک (به لاتین: Shunarak) یک منطقهٔ مسکونی در روسیه است که در جمهوری آلتای واقع شده‌است.